# بنس اسكتلندي
البنس الاسكتلندي عملة سابقة كانت متداولة في إسكتلندا قبل معاهدة الاتحاد التي أبرمت عام ١٧٠٧ بين مملكة اسكتلندا ومملكة إنجلترا، والتي أدت إلى تأسيس مملكة بريطانيا العظمى.
اشتُقّ اسم البنس من الكلمة الغيلية الإسكتلندية: peighinn، والتي كانت تُستخدم في اللغة الاسكتلندية للإشارة إلى الأجور أو إلى النقود عمومًا.

## التاريخ
كان البنس الاسكتلندي هو أول عملة سُكّت في اسكتلندا، حيث طرحها الملك ديفيد الأول ملك اسكتلندا حوالي عام 1135 وكانت قيمة البنس الاسكتلندي الواحد تُعادل قيمة 1/12 من الشلن الاسكتلندي، كما تُعادل قيمة 1/240 من الجنيه الاسكتلندي. كانت عُملات البنس الاسكتلندي في البداية تُصنع من الفضة، ثُم أصبحت تُسكّ من سبيكة البيلون في القرن الخامس عشر، وفي القرن السابع عشر، سُكّت آخر إصداراتها من النحاس.
ظل البنس الاسكتلندي متداولًا في اسكتلندا حتى عام 1707. ومع صدور قوانين الاتحاد عام ١٧٠٧، استُبدل الجنيه الاسكتلندي بالجنيه الإسترليني، وتم تثبيت سعر الصرف بحيث أصبح الجنيه الإسترليني الواحد يساوي إثنى عشر جنيه اسكتلنديًا، وحلت فئات ووحدات الجنيه الإسترليني محل فئات ووحدات الجنيه الاسكتلندي، بحيث أصبح الشلن الاسكتلندي الواحد يساوي بنسًا إسترلينيًا واحدًا. وعلى الرغم من ذلك فقد استمر استخدام الجنيه الاسكتلندي كوحدة حسابية في اسكتلندا طيلة معظم القرن الثامن عشر الميلادي.